# Eagle Nest
Eagle Nest és una vila dels Estats Units a l'estat de Nou Mèxic. Segons el cens del 2000 tenia 306 habitants.

## Demografia
Segons el cens del 2000, Eagle Nest tenia 306 habitants, 141 habitatges, i 90 famílies. La densitat de població era de 27,4 habitants per km².
Dels 141 habitatges en un 27,7% hi vivien nens de menys de 18 anys, en un 50,4% hi vivien parelles casades, en un 8,5% dones solteres, i en un 35,5% no eren unitats familiars. En el 31,2% dels habitatges hi vivien persones soles el 3,5% de les quals corresponia a persones de 65 anys o més que vivien soles. El nombre mitjà de persones vivint en cada habitatge era de 2,17 i el nombre mitjà de persones que vivien en cada família era de 2,65.
Per edats la població es repartia de la següent manera: un 22,5% tenia menys de 18 anys, un 6,5% entre 18 i 24, un 23,2% entre 25 i 44, un 41,2% de 45 a 60 i un 6,5% 65 anys o més.
L'edat mediana era de 44 anys. Per cada 100 dones de 18 o més anys hi havia 102,6 homes.
La renda mediana per habitatge era de 36.477 $ i la renda mediana per família de 38.750 $. Els homes tenien una renda mediana de 22.292 $ mentre que les dones 18.333 $. La renda per capita de la població era de 17.974 $. Aproximadament el 18,4% de les famílies i el 22,7% de la població estaven per davall del llindar de pobresa.

## Poblacions més properes
El següent diagrama mostra les poblacions més properes.